# タミシオカリス科
タミシオカリス科（Tamisiocarididae）は、ラディオドンタ類の節足動物を大きく分けた分類群（科）の一つ。約5億年前のカンブリア紀に生息したタミシオカリスやエキドナカリスなどが分類され、長い櫛のような前部付属肢をもつ種類が含まれる。

## 経緯
タミシオカリス科はラディオドンタ類における4つの科の一つであり、学名「Tamisiocarididae」は本科の模式属（タイプ属）であるタミシオカリス（Tamisiocaris）に因んでいる。また、学名の初出に限れば、ラディオドンタ類の中で本科は最も新しく（Pates & Daley 2018）に創設された科である。
本科が創設される以前では、同じ意味で使われる科は既に Vinther et al. 2014 に創設されており、系統学のみに基づいて定義され、学名は「Cetiocaridae」として知られていた。この学名は「クジラのエビ」の意味で、カナダのアーティストである John Meszaros によって2013年に描かれた、架空の濾過摂食性ラディオドンタ類の架空分類名「Ceticaris」に由来する。しかしこのような科の定義と命名方法は、国際動物命名規約の条項的には無効である。こうして "Cetiocaridae" は数年間でしばらく本科の構成種をまとめる非正式の総称として用いられてきたが、Pates & Daley 2018 以降では形態学に基づいて定義した、模式属タミシオカリスに因んだ有効の学名「Tamisiocarididae」へ正式に置き換えられた。
2010年代後半にかけて、"Cetiocaridae"/タミシオカリス科の構成種は模式属タミシオカリスとエキドナカリス（当時その模式種は未改名で、現行の分類に反し暫定的に原記載の否定的な分類通り Anomalocaris briggsi と表記された）のみ含まれる。本項目は主にこの構成でタミシオカリス科について記述する。ただし2021年の研究をはじめとして、形態が前述の種類とはやや異なったホウカリス（Houcaris）を本科に含め、これにより本科の従来の定義を見直すべきという提唱もある（後述）。

## 形態

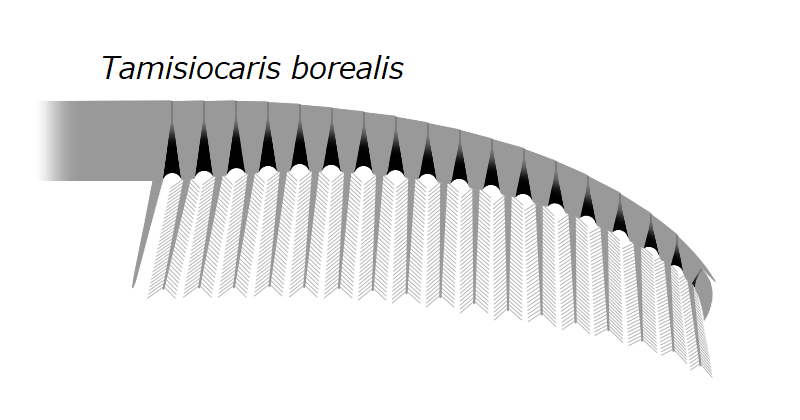
タミシオカリスの前部付属肢
エキドナカリスの前部付属肢

タミシオカリス科のラディオドンタ類の前部付属肢（frontal appendage）は十数節（柄部1節と残り13節から17節以上）の肢節が含まれており、アノマロカリス科の種類に似て、各肢節は腹側にある三角形の節間膜で明瞭に分かれている。先端以外の肢節の両腹側にある内突起（endite）は細長く、該当肢節の高さ以上に伸びている。これらの内突起は前後を通じてほぼ同形で、アノマロカリス科とアンプレクトベルア科の種類のように長短を繰り返すことや、フルディア科の種類のように前後で形態が分化することもない。これにより、本科の前部付属肢は全体的に長い櫛に似た形となる。また、これらの内突起は、原則として数多くの平行した細い分岐（auxiliary spine）が前後の縁に沿って均一に並んでいる。
本科はどの種も未だに全身が不明で、2023年時点では、前部付属肢以外の構造は頭部の甲皮、眼と歯のみ知られている。タミシオカリスは背側の甲皮（H-element）の局部のみ知られるが、エキドナカリスによると、その甲皮は卵形で、複眼は腎臓型で他のラディオドンタ類に見られるような眼柄はなく、縁が同様腎臓型の特殊な甲皮に覆われている。歯はアノマロカリス科と似た三放射構造であるが、表面のこぶはより全域に分布する。

## 生態

タミシオカリスの前部付属肢の動作予想

確実の記録に限れば、タミシオカリス科のラディオドンタ類は全般的に懸濁物食者（suspension feeder）もしくは濾過摂食者（filter feeder）であったと考えられる。本科の種類は、前部付属肢の両腹側に並んだたくさんの内突起で一面の濾過網を構成し、明瞭な節間膜でそれを幅広く上下に動かすことにより、水中からプランクトンなどの有機物質を濾過して口へと運んでいたと考えられる。中でもタミシオカリスの模式種 Tamisiocaris borealis は、内突起の両縁に密集した分岐の間隔により、体長0.5mmほど小さな物質まで濾過できたと推測される。この摂食方法は、同じく懸濁物食/濾過摂食とされるラディオドンタ類だが、別系統（フルディア科）であるエーギロカシスとは大きく異なる（多重の濾過装置に似た前部付属肢をほぼ動かずに、水中に前進しながらプランクトンを濾過したとされる、詳細は本文参照）。
暫定的に Tamisiocaris aff. borealis と同定された化石標本 USNM 90827/PA 388 の内突起は、本科の他の種類に見られるような分岐がない。もしこれは（単に分岐が化石に保存されないのではなく）元からの特徴であれば、この化石標本は T. borealis とは別種であり、本科の中でも例外的に懸濁物食/濾過摂食ならぬ、前部付属肢を篩のように用いて、海底の堆積物からあらゆる餌を摂るもの（sediment sifter）であった可能性が高い。

## 分布と生息時代

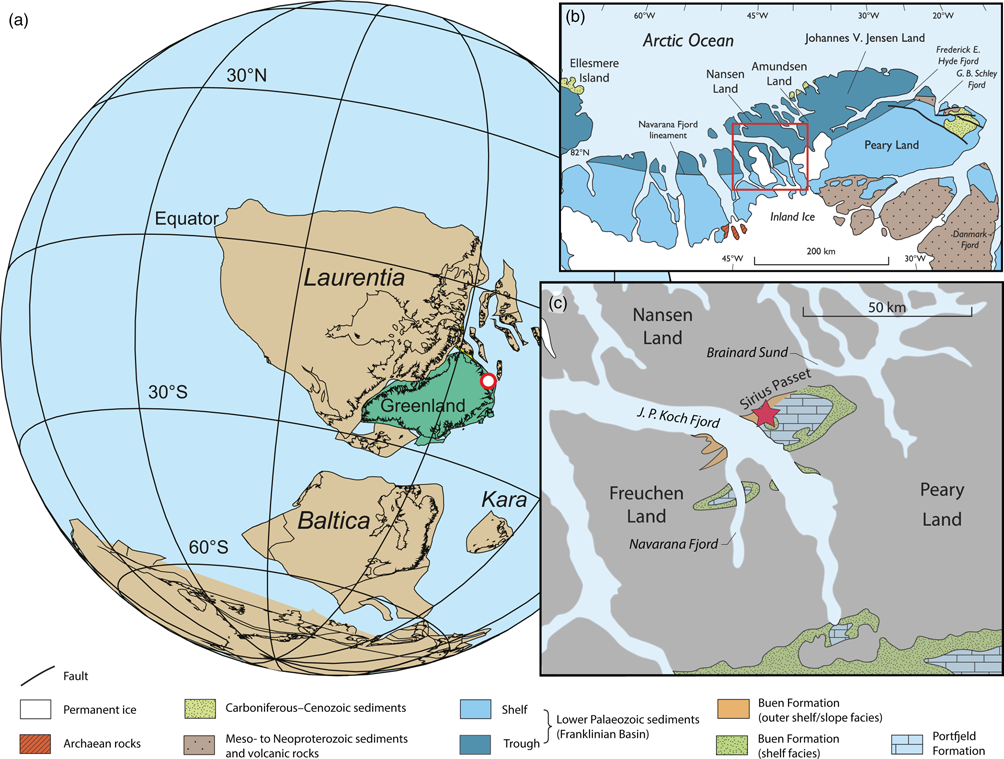
カンブリア紀の頃の Buen Formation（★：シリウス・パセット）の地理位置

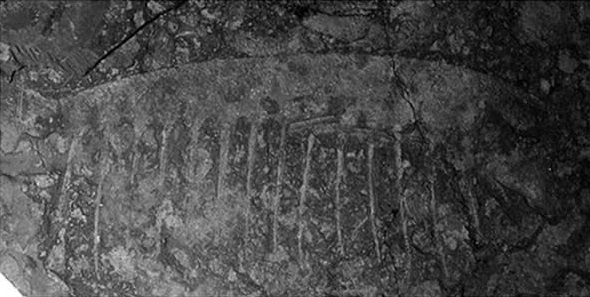
シリウス・パセット産の の前部付属肢化石

ラディオドンタ類の中で、タミシオカリス科の化石標本はグリーンランド、アメリカ、オーストラリアと中国から発見され、次の通りに列挙される。
カンブリア紀第三期（約5億2100万 - 5億1400万年前）
- Buen Formation（シリウス・パセット動物群、グリーンランド、約5億1,800万年前）：Tamisiocaris borealis[3][5]

カンブリア紀第四期（約5億1400万 - 5億900万年前）
- Kinzers Formation（アメリカ、ペンシルベニア州）：Tamisiocaris aff. borealis[1]
- Wulongqing Formation（Guanshan biota、中国、雲南省）：タミシオカリス科新種（YKLP 12419）[15]
- Emu Bay Shale（オーストラリア、カンガルー島）：Echidnacaris briggsi[20][13]

これにより、本科はラディオドンタ類の中で分布域・生息時期とも幅が最も狭い科であり、熱帯と亜熱帯の海域を好んで生息したことも示される。

## 分類
ラディオドンタ類の中で、タミシオカリス科は2010年代の多くの系統解析にフルディア科の近縁（姉妹群）とされてきた。しかしこの類縁関係は2020年代以降から否定されつつあり、代わりに類縁関係（フルディア科とアノマロカリス科+アンプレクトベルア科の系統群のどっちに近縁か）が不明確・他の科より基盤的・アノマロカリス科に近縁など様々な解析結果が出て、特に後者は同じ三放射状の歯の構造に支持される。また、本科の構成種と同様に懸濁物食/濾過摂食者とされるエーギロカシスは別系統のフルディア科に含まれることにより、ラディオドンタ類の中で、懸濁物食/濾過摂食性は少なくとも2回ほど収斂進化したことが示される。
ラディオドンタ類の中で、タミシオカリス科は構成種数が最も少ない科であり、命名済みの種は後述の2種のみ、未命名の化石標本や本科に含める可能性があるホウカリス（Houcaris、後述）を加えても5種ほどしかない。ほとんどの系統解析に本科の種類として認められるのは、模式属（タイプ種）のタミシオカリス（Tamisiocaris）以外では、かつてアノマロカリス（Anomalocaris）に分類されたエキドナカリスのみである。
- タミシオカリス属 Tamisiocaris [3][5]
  - Tamisiocaris borealis [3][5]
- エキドナカリス属 Echidnacaris [18]
  - Echidnacaris briggsi [18]（旧称 Anomalocaris briggsi [20][13]）

上述の種類以外では、かつてアノマロカリスに分類された、文献によってアノマロカリス科もしくはアンプレクトベルア科に分類されることもあるホウカリスの種（Houcaris saron と Houcaris magnabasis、旧称 Anomalocaris saron と Anomalocaris magnabasis）、もしくはその中の H. saron のみ本科に含める説もある。これはホウカリスの前部付属肢が本科のように、内突起の縁に沿って均一に並んだ細い分岐をもつのが主な根拠である。特に H. saron はほとんどの内突起が本科のように細長く、先端の肢節も本科のエキドナカリスに似ている。しかし、ホウカリスの内突起がわずかに長短を繰り返すこと・内突起後縁の分岐は2本以下で少ないこと・柄部直後の内突起はやや強大に特化したことがむしろアノマロカリス科/アンプレクトベルア科的で、本科の他の構成種とは明確に異なる（上述参照）。そのため、もしホウカリスは本科に含めるのなら、これらの形態の欠如は、本科を定義するための根拠とするべきではない。また、一般にはアンプレクトベルア科に分類されるラムスコルディアは一部が本科に含める説もある。